# ベトナム共産党大会
ベトナム共産党大会（ベトナム語: Đại hội Đại biểu toàn quốc Đảng Cộng sản Việt Nam, 漢字: 大會代表全國黨共產越南）は、5年に一度招集されるベトナム共産党の最高機関である。党大会は大会閉会中の最高指導機関として中央委員会を選出する。

## 略史
- 1930年2月3日-7日　統一共産党結成大会
- 1935年3月27日-31日　第1回党大会（ベトナム語版）
- 1951年2月11日-19日　第2回党大会（ベトナム語版）
- 1960年9月5日-12日　第3回党大会（ベトナム語版）
- 1976年12月14日-20日　第4回党大会（ベトナム語版）
- 1982年3月27日-31日　第5回党大会（ベトナム語版）
- 1986年12月15日-18日　第6回党大会（ベトナム語版）
- 1991年6月24日-27日　第7回党大会（ベトナム語版）
- 1994年1月20日-25日　臨時党大会
- 1996年6月28日-7月1日　第8回党大会（ベトナム語版）
- 2001年4月19日-22日　第9回党大会（ベトナム語版）
- 2006年4月18日-25日　第10回党大会（ベトナム語版）
- 2011年1月12日-19日　第11回党大会（ベトナム語版）
- 2016年1月21日-28日　第12回党大会（ベトナム語版）
- 2021年1月25日-2月1日　第13回党大会（ベトナム語版）[2]